# Head-Disc-Assembly
Das Head-Disc-Assembly (Englisch; Kopf-Scheibe-Montage) ist der gekapselte Bereich eines Plattenlaufwerks, der gegen Verschmutzung besonders geschützt werden muss. Dazu gehören die folgenden Komponenten.
- Platten mit magnetisierbaren Schichten
- Schreibköpfe und Leseköpfe mit Positionierarmen

Diese Bauteile des Plattenlaufwerks werden in Reinräumen zusammengebaut.
So erreicht man einen staubfreien Platz zwischen den Scheiben, da das kleinste Staubkörnchen schon Probleme bei den hohen Drehzahlen einer Festplatte verursachen würde. Einzig ein sehr kleines Loch, das mit einer Filtersubstanz verschlossen ist, ermöglicht den nötigen Druckausgleich.